# Dent vomérienne
Les dents vomériennes sont des dents enchâssées dans le vomer. Certains amphibiens, poissons et fossiles de reptiles préhistoriques comme les Proganochelys en sont équipés. Ces dents aident à la préhension des proies.